# Violeta Cruz
Violeta Cruz Gómez (geboren am 27. August 1986 in Bogotá) ist eine in Paris lebende kolumbianische Komponistin.

## Leben
Violeta Cruz schloss bei Harold Vásquez und Guillermo Gaviria an der Päpstlichen Universität Xaveriana in Bogotá 2009 mit dem Höheren Kompositionsdiplom ab. Anschließend ging sie nach Paris, wo sie ihre Studien in der Kompositionsklasse von Stefano Gervasoni am Pariser Konservatorium fortsetzte. 2013 nahm sie am Kompositions- und Informatikkurs des IRCAM teil. 2016 ging sie als Preisträgerin der Académie de France für drei Monate an die Villa Medici in Rom.
2013 wurde ihr Orchesterstück Cyanea in London von der Southbank Sinfonia uraufgeführt. Außerdem nahm sie mit Intersticios 3,99, ihrer „akusmatischen“ Musik für den Film Plus Tard von Éric Oriot, an der Akademie des Festivals „Manifeste“ des IRCAM teil. Am IRCAM wurde im folgenden Jahr im Rahmen des Kompositionskurses ihr Stück God Name produziert. Im Auftrag von Accentus komponierte sie das Chorwerk The Lake of my Mind, das 2016 vom Jeune Chœur de Paris uraufgeführt wurde. Im Dezember 2017 wurde ihre Oper La princesse légère, ein Auftragswerk der Pariser Opéra-Comique, an der Opéra de Lille uraufgeführt.
Zu ihren Werken zählen Instrumentalwerke und elektronische Kompositionen, darunter auch sogenannte „Klangobjekte“. Dabei handelt es sich um mechanische Geräte, die teilweise zufällige Rhythmen erzeugen und deren Klang mit Hilfe von interaktiver Elektronik verfremdet wird. Sie interessiert besonders für die Beziehungen zwischen Klang und Grundelementen wie Wasser oder Licht. Ihre Kompositionen wurden in mehreren europäischen Ländern, Kolumbien und Peru aufgeführt.

## Werke
Mehrere ihrer Kompositionen wurden bei Babelscores veröffentlicht. Die folgende Werkliste basiert auf den Angaben beim IRCAM (Stand: Juni 2018).
Elektronische Musik
- Fluente: attente fluide, Klangskulptur/Installation in Zusammenarbeit mit dem Designer Léo Lescop (2013).[4]
- Intersticios 3,99, „akusmatische“ Musik für den Film Plus Tard von Éric Oriot (2013).[5]

Solistische Instrumentalwerke
- Claypsidra für Schlagzeug und elektronischen Brunnen (2013).[6]
- God Game: el nuevo mito de Los Lemmings für Violine, Klangobjekt und Elektronik (2014, IRCAM).[7]
- Sozu für Schlagzeug und elektronischen Brunnen (2017).

Kammermusik
- Mientras Duerme für Streichquartett (2007).[8]
- Táctil für Flöte, Violine und Klavier (2010).[9]
- Tan ahora allí, aquí así tanto für Altsaxophon und Klavier (2011), Babelscores.[10]
- Not-Yet-Ready-Made für Klarinette, Violine und Klavier (2011).[11]

Orchester- und Ensemblewerke
- Quí-é-ú für Schlagzeugensemble (2008).
- The Close-Talker, the Big Bucket für Blechbläser-Septett und Schlagzeug (2011).[12]
- Miel für Paetzold-Flötenensemble und Elektronik (2012).[13]
- Little Blue and Little Yellow für 16 Instrumente (2012), Babelscores.[14]
- Cyanea für Orchester (2013), Babelscores.[15]
- Automático für Jugendorchester (2013).[16]
- Falling Floating Light für ein Trio von „Mirror-gloves“ (Mimen), Ensemble und Elektronik (2015).[17]

Vokalwerke mit Instrumenten
- Olvada für Mezzosopran, Akkordeon und Streichquintett (2011).
- La princesse légère, Oper für vier Stimmen, zwei Schauspieler, zehn Musiker und Elektronik (2017, IRCAM).[18]

A-cappella-Vokalwerke
- The Lake of my Mind für Chor (2016).
- Pli für gemischten Chor und Kinderchor (2017).[19]

Sonstiges
- Fluente für Blockflöte, elektronischen Brunnen (Wasser) und Video (2012).[20]

## Aufnahmen
- Failing Floating Light. Orchestre des Lauréats du Conservatoire, Leitung: Laurent Cuniot. In: Prix de composition 2015 (1 CD). Conservatoire National Supérieur de Musique et de Danse de Paris, 2015, 2541.
- Fluente. Niels Coppalle, Blockflöte. In: Concert électroacoustique 2012 (1 CD). Conservatoire National Supérieur de Musique et de Danse de Paris, 2012, 2306.
- Little Blue, Little Yellow. Atelier Instrumental, Leitung: Renaud Déjardin. In: Atelier Instrumental n° A1 (1 CD). Conservatoire National Supérieur de Musique et de Danse de Paris, 2012, 2346.
- The Closer-Talker, the Big Bucket. Orchestre du Conservatoire, Leitung: Jean Deroyer. In: Création avec l’Orchestre du Conservatoire (1 CD). Conservatoire National Supérieur de Musique et de Danse de Paris, 2011, 2251.
- La Princesse légère bei Operavision. Video verfügbar bis zum 17. Juli 2018.